# L'attrazione (album)
L'attrazione è è il trentatreesimo album in studio del cantante italiano Gianni Morandi, pubblicato il 13 dicembre 2024.

## Tracce
1. C'era un ragazzo che come me (feat. Alessandra Amoroso, Ariete, Bresh, Gaia, Gigi D'Alessio, J-Ax, Jovanotti, Marco Morandi, Naska, Noemi, Paola & Chiara, Tommaso Paradiso e Tredici Pietro) – 3:25
2. L'attrazione – 3:55
3. Vita (Remastered 2007) (con Lucio Dalla) – 4:35
4. Scende la pioggia – 2:29
5. Evviva! (feat. Jovanotti) – 3:12
6. In ginocchio da te – 3:13
7. Se perdo anche te (con Claudio Baglioni) – 3:14
8. Apri tutte le porte – 3:43
9. Andavo a cento all'ora – 2:30
10. Banane e lampone (feat. Annalisa) – 3:42
11. Un mondo d'amore – 2:42
12. Occhi di ragazza (con Ron) – 4:35
13. La fisarmonica – 2:55
14. Grazie perché (con Amii Stewart) – 3:49
15. Canzoni stonate – 4:21
16. Fatti rimandare dalla mamma a prendere il latte (feat. Sangiovanni) – 2:27
17. Uno su mille – 4:08

Durata totale: 58:55